# سوليهول (دائرة انتخابية في المملكة المتحدة)
سوليهول (بالإنجليزية: Solihull)‏ هي إحدى الدوائر الانتخابية في المملكة المتحدة الممثلة في مجلس العموم في برلمان المملكة المتحدة.
عضو البرلمان الذي يمثلها حالياً هو :Lorely Burt (LD).